# Bateau-trésor

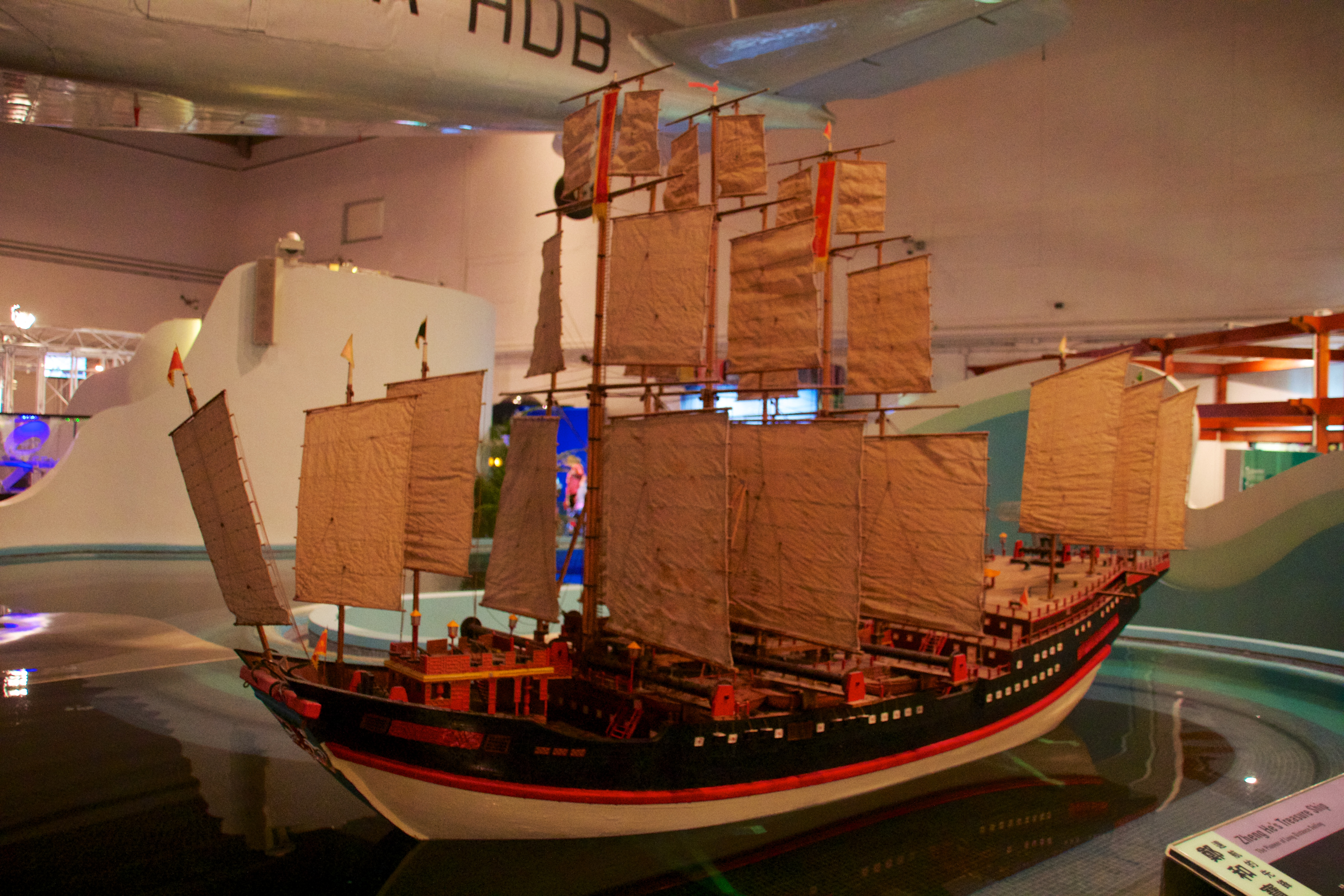
Modèle de bateau-trésor de Zheng He, musée des sciences de Hong Kong.

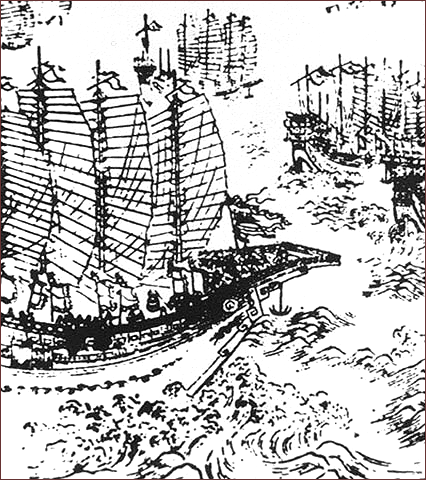
Représentation d'un navire de Zheng He

Un bateau-trésor (chinois traditionnel : 宝船 ; pinyin : bǎochuán) était un type de grande jonque en bois de la flotte du grand amiral chinois Zheng He qui mena sept voyages d'exploration dans l'océan Indien au début du XVe siècle, sous la dynastie Ming. 

## Historique et description
Les historiens ne sont pas d'accord sur le nombre et les dimensions de ces navires dont la légende rapporte un nombre et une taille exceptionnels pour leur époque : ainsi soixante navires-trésor (sur une flotte totale de 250 navires) auraient mesuré 135 mètres de long pour 55 mètres de large, avec un déplacement de 3 000 tonnes et un gréement de neuf mâts.
Ces chiffres fréquemment avancés pour les baochuan semblent tenir de la légende et sont désormais remis en cause. Si les navires européens de l'époque ne dépassent pas les 30 mètres de long, trois siècles plus tard, au XVIIIe siècle, dans la forte compétition maritime européenne, les ingénieurs n'arrivent pas à construire des navires de plus de 60 mètres de long dont la structure résiste à la houle. Au siècle suivant, malgré l'apparition d'armatures en acier, aucun navire en bois ne dépasse les 100 mètres. De plus les jonques n'ont pas de squelette comme les navires en bois européens. Une série de cloisons verticales assure la rigidité du navire. Si leur flottabilité en cas de voie d'eau en créant des caissons étanches est renforcée, cela nuit à l'intégrité de navires longs.   
Le chiffre également avancé d'une flotte de 250 navires dont 60 très grands navires, est aussi sujet à caution. Selon l'historienne de la marine chinoise Sally Church, cela aurait nécessité la coupe d’un million et demi d'arbres qu'il aurait fallu ensuite acheminer sur les chantiers navals. Or les archives chinoises ne contiennent aucune trace d'un tel prélèvement forestier ou de la logistique d'acheminement.